# Consiglio provinciale
Il consiglio provinciale è il principale organo deliberativo delle province italiane.

## Storia
Il decreto Rattazzi in vigore dal 1860 istituì i consigli provinciali nelle regioni già coinvolte nei fatti del Risorgimento. A quel tempo le assemblee erano composte da:
- 60 consiglieri nelle province sopra i 600.000 abitanti;
- 50 consiglieri nelle province sopra i 400.000 abitanti;
- 40 consiglieri nelle province sopra i 200.000 abitanti;
- 20 consiglieri nelle province restanti.

Le elezioni dei consiglieri si svolgevano per un quinto dei componenti ogni anno. In forza della legge e per un'unica volta, vennero indette le elezioni amministrative generali che si svolsero nel gennaio del 1860, mentre successivamente gli eletti vennero suddivisi a sorte in cinque classi, ognuna delle quali doveva andare a rinnovo in un anno diverso. Gli appuntamenti elettorali potevano ovviamente dover supplire anche a casi di morte o dimissioni, ma in tal caso l'eletto proseguiva il mandato per il solo tempo restante a chi aveva sostituito. 
Come per le elezioni politiche, le amministrative si tenevano a suffragio ristretto, mentre il sistema elettorale, stante la suddivisione del territorio in mandamenti e delle tornate in quinti, era implicitamente quello uninominale maggioritario a maggioranza relativa. I consiglieri sceglievano poi la Deputazione provinciale, secondo il modello del governo direttoriale. L'ambito di applicazione della normativa si espanse poi col tempo alle nuove regioni coinvolte legislativamente o militarmente nel processo unitario: nel 1865 alla Toscana, nel 1866 al Veneto, e nel 1870 al Lazio.
L'ascesa della Sinistra storica al potere aprì un dibattito sulle riforme amministrative che in realtà si dilungò sterilmente per diverse legislature. Nel 1889 si arrivò finalmente a votare l'ampliamento del suffragio includendovi il ceto medio, la conseguente decadenza degli amministratori in carica, l'istituzione del Presidente della Provincia scelto dal Consiglio in sostituzione del prefetto, e la creazione di una Giunta provinciale amministrativa per il controllo sui comuni i cui membri erano scelti per quattro settimi dal Consiglio. Per la prima volta, si creò una bozza di confronto fra partiti politici diversi anche a livello locale. Il drastico aumento degli elettori rese però disagevoli e di difficile gestione le vecchie e sbrigative procedure elettorali annuali, e così la legge 11 luglio 1894 n°287 cambiò la durata dei consigli elevandola a sei anni, rinnovandoli per metà ogni tre anni, periodo a cui furono coordinati i mandati del Presidente e della Deputazione. La normativa fu posta in vigore nel 1895, anno in cui vennero indette le elezioni amministrative generali.
Nuove innovazioni furono introdotte dalla legge 11 febbraio 1904 n°35. In un contesto più autoritario figlio delle tensioni di fine Ottocento, il rinnovo dei consigli divenne biennale per un terzo, così riducendo le possibilità di veder eletti candidati di opposizione anche nei pochi collegi divenuti plurinominali nove anni prima. Il raccordo tra le nuove e le vecchie tempistiche di scadenza avvenne per sorteggio, con consiglieri che si videro diminuire o aumentare dal caso il mandato in corso. Contemporaneamente, il mandato degli organi esecutivi, sia il Presidente che la Deputazione, fu elevato a quattro anni, perseguendo una maggiore stabilità di governo.
Il governo Giolitti introdusse il suffragio universale nelle votazioni amministrative. La legge comportò anche altre innovazioni, la più importante delle quali fu l'eliminazione del meccanismo delle elezioni parziali sostituendolo con quello del rinnovo integrale dei consigli, introducendo così implicitamente molti collegi plurinominali. A tal fine fu decretato per il 1914 la decadenza delle autorità locali in carica e l'indizione delle elezioni amministrative generali in tutta Italia. Il mandato dei consiglieri fu stabilito in un quadriennio. Con un piccolo ritocco fu infine elevato a quota 30 il numero minimo dei componenti del Consiglio.
L'avvento del fascismo travolse anche l'attività dei consigli provinciali. Nel 1924 era sì stata emanata una legge riformante il sistema elettorale e riducente il numero dei consiglieri, ma si trattò null'altro di una concessione ai temporanei alleati governativi della destra moderata che non venne mai applicato, perché in seguito al trionfo di Mussolini nelle elezioni politiche dello stesso anno, venne dato ai prefetti il potere di accampare ogni scusa per commissariare progressivamente a tempo indeterminato tutte le province tramite Commissioni reali straordinarie, finché nel 1929 il regime abrogò anche legalmente i consigli sostituendoli con ristretti rettorati di nomina governativa.
La restaurazione dei consigli non seguì immediatamente la caduta del regime: pesava infatti il dibattito sulla creazione dell'istituto regionale e la divisione dei compiti con la nuova realtà. Non arrivando ad un accordo sulla questione, nel 1951 si decise di cominciare a riportare la vita democratica nelle province. Il Consiglio, con un mandato di quattro anni, accoglieva al suo interno il nuovo organo esecutivo, la Giunta provinciale, secondo l'ordinario modello di governo parlamentare. Il sistema elettorale era prevalentemente maggioritario, con due terzi dei seggi assegnati in collegi uninominali a maggioranza relativa, mentre per il resto si operava un ripescaggio automatico dei migliori perdenti su base proporzionale con metodo Hare-Niemeyer. La numerosità dei consigli venne rivista con soglie che durarono per tutta la storia repubblicana. Il portato dell'autonomia speciale, tuttavia, comportò per la prima volta una differente applicazione della normativa sul territorio: in Valle d'Aosta e in Trentino-Alto Adige infatti, le funzioni dei consigli provinciali vennero assunte direttamente dai consiglieri regionali, mentre in Sicilia il governo regionale, competente in materia, decise di rimandare ogni decisione in merito fino al 1964.
Il fallimento a livello nazionale della legge truffa e l'affermarsi del consociativismo favorirono poi l'estensione della proporzionale a tutti i livelli amministrativi. Nelle province, la riforma elettorale del 1960 non comportò tuttavia la scomparsa dei collegi ma, sul modello del Senato, il loro mantenimento per l'individuazione dei singoli candidati vincenti dopo la suddivisione dei seggi fra i partiti attraverso il normale quoziente Imperiali. Il mandato dei consiglieri fu portata a cinque anni. Il sistema politico che ne risultò si cristallizzò quindi per un'intera generazione.
Lo scandalo di Tangentopoli e il crollo della cosiddetta Prima Repubblica posero la necessità di un nuovo modello di rappresentanza politica a tutti i livelli istituzionali. Il sistema di governo provinciale fu cambiato nel semipresidenzialismo, togliendo al Consiglio il potere di scegliere il Presidente ma confermando il legame di fiducia, esternalizzando al contempo la Giunta. In relazione a ciò, fu cambiato il sistema elettorale introducendo un premio di maggioranza di almeno i tre quinti dei seggi per la coalizione vincitrice. Venne reintrodotta la figura di un presidente dell'assemblea, il Presidente del Consiglio Provinciale, mentre il mandato dei consiglieri, ridotto a quattro anni nel 1993, fu riportato ad un quinquennio nel 2000.
| Legge                                         | Anno | Forma di governo     | Mandato | Sistema elettorale          | Consiglieri (sopra 600.000 abitanti)   | Consiglieri (tra 600.000 e 400.000 abitanti)   | Consiglieri (tra 400.000 e 200.000 abitanti) | Consiglieri (sotto 200.000 abitanti) |
| --------------------------------------------- | ---- | -------------------- | ------- | --------------------------- | -------------------------------------- | ---------------------------------------------- | -------------------------------------------- | ------------------------------------ |
| Decreto Rattazzi                              | 1860 | Direttorio           | 5 anni  | Maggioritario uninominale   | 60                                     | 50                                             | 40                                           | 20                                   |
| Testo Unico                                   | 1895 | Parlamentarismo      | 6 anni  | Maggioritario uninominale   | 60                                     | 50                                             | 40                                           | 20                                   |
| Testo Unico                                   | 1904 | Parlamentarismo      | 6 anni  | Maggioritario uninominale   | 60                                     | 50                                             | 40                                           | 20                                   |
| Riforma Giolitti                              | 1914 | Parlamentarismo      | 4 anni  | Maggioritario plurinominale | 60                                     | 50                                             | 40                                           | 30                                   |
| Legge                                         | Anno | Forma di governo     | Mandato | Sistema elettorale          | Consiglieri (sopra 1.400.000 abitanti) | Consiglieri (tra 700.000 e 1.400.000 abitanti) | Consiglieri (tra 700.000 e 300.000 abitanti) | Consiglieri (sotto 300.000 abitanti) |
| Ristabilimento democratico (No VDA, TAA, SIC) | 1951 | Parlamentarismo      | 4 anni  | Uninominale con ripescaggio | 45                                     | 36                                             | 30                                           | 24                                   |
| Riforma proporzionale (No VDA e TAA)          | 1960 | Parlamentarismo      | 5 anni  | Sistema proporzionale       | 45                                     | 36                                             | 30                                           | 24                                   |
| Elezione diretta (No VDA e TAA)               | 1993 | Semipresidenzialismo | 4 anni  | Premio di maggioranza       | 45                                     | 36                                             | 30                                           | 24                                   |
| Testo Unico (No VDA e TAA)                    | 2000 | Semipresidenzialismo | 5 anni  | Premio di maggioranza       | 45                                     | 36                                             | 30                                           | 24                                   |
| Spending review (No VDA, TAA, FVG, SIC, SAR)  | 2011 | Semipresidenzialismo | 5 anni  | Premio di maggioranza       | 36                                     | 28                                             | 24                                           | 19                                   |

## Composizione ed elezione
La regolamentazione del consiglio provinciale è difforme sul territorio nazionale. Nelle regioni a statuto ordinario, la legge 7 aprile 2014 n. 56 (nota anche come "legge Delrio") ha disposto una riforma complessiva dell'ente provinciale. Secondo la legge costituzionale 23 settembre 1993 n. 2, nelle regioni a statuto speciale la normativa in questione si applica solo nella misura in cui esse lo desiderino.
Secondo la legge Delrio, il consiglio provinciale viene eletto a suffragio ristretto solo dai sindaci e dai consiglieri comunali della provincia. Anche il suffragio passivo è stato parimenti ristretto, con l'aggiunta in via transitoria dei consiglieri provinciali uscenti. Il voto è ponderato secondo le fasce di popolazione previste per le elezioni comunali. Il consiglio provinciale si compone del Presidente della provincia e di un numero variabile di consiglieri, in funzione del numero degli abitanti:
- 16 consiglieri nelle province con più di 700.000 abitanti,
- 12 consiglieri nelle province intermedie,
- 10 consiglieri nelle province con meno di 300.000 abitanti.

Sebbene non esplicitamente disposto dal testo di legge, il sistema elettorale è stabilito nel metodo D'Hondt per analogia di quanto previsto per i consigli metropolitani. Il superamento del vecchio metodo del premio di maggioranza a favore del ritorno alla proporzionale è da supporsi essere motivato sia dal fatto che la distorsione a favore del maggior partito è già implicita nel restringimento del suffragio a consiglieri comunali già eletti con sistema maggioritario, sia dalla cancellazione del rapporto di fiducia col Presidente che rende così superflua la necessità di un'ampia maggioranza consiliare per la stabilità dell'organo esecutivo. La selezione dei singoli consiglieri avviene invece sulla base del classico voto di preferenza, fatto inedito nella storia elettorale delle province italiane. La nuova normativa ha ridotto la durata del mandato del Consiglio in 2 anni, sebbene l'eventuale perdita della carica comunale comporti la decadenza del consigliere provinciale e la sua surroga. Il passaggio al sistema presidenziale ha invece implicitamente abolito la possibilità di uno scioglimento anticipato del Consiglio per motivi politici.
Prima della riforma, il consiglio provinciale era eletto per 5 anni a suffragio universale su collegi uninominali e premio di maggioranza, e si componeva del Presidente della provincia e di un numero variabile di consiglieri, in funzione del numero di abitanti della Provincia. La legge finanziaria dell'anno 2010 aveva modificato la composizione dei consigli, riducendone del 20% il numero dei membri. Le regioni a statuto speciale, nella loro autonomia, non adottarono tale diminuzione. Prima della riforma, ciascun Consiglio Provinciale nelle province delle regioni a statuto ordinario risultava composto da:
- 45 membri nelle province con popolazione residente superiore a 1.400.000 abitanti (ridotti a 36 nelle amministrazioni rinnovate nel 2011);
- 36 membri nelle province con popolazione residente superiore a 700.000 abitanti (ridotti a 28 nelle amministrazioni rinnovate nel 2011);
- 30 membri nelle province con popolazione residente superiore a 300.000 abitanti (ridotti a 24 nelle amministrazioni rinnovate nel 2011);
- 24 membri nelle altre province (ridotti a 19 nelle amministrazioni rinnovate nel 2011).

In Friuli-Venezia Giulia è stata varata una riforma specifica con legge regionale n°2 del 2014. Al momento è stata applicata solo alla Provincia di Pordenone, mentre per le altre province continuerà ad essere vigente la normativa nazionale del 2000 fino alla scadenza degli organi in carica. A regime, i consigli provinciali saranno composti da:
- 30 consiglieri a Udine,
- 26 consiglieri a Pordenone,
- 24 consiglieri a Trieste,
- 22 consiglieri a Gorizia.

Nella regione, il mandato del Consiglio continua ad essere fissata in 5 anni, mentre per quanto riguarda la forma di governo è stato deciso il ritorno al parlamentarismo, rinforzato però dalla necessità di una sfiducia costruttiva per licenziare la Giunta in carica. Il sistema elettorale è anche qui la proporzionale, ma usando come formula il metodo Hare, mentre non sono previste deroghe al corpo elettorale comunale.
In Sicilia i consigli provinciali sono stati tutti sciolti d'autorità dal governo regionale di Rosario Crocetta, e la stessa sorte si è applicata per referendum alle assemblee delle province sarde istituite nel XXI secolo. Agli altri 4 consigli della Sardegna si continua invece ad applicare la normativa nazionale del 2000.
Un caso particolare è invece quello dei consigli provinciali di Trento e Bolzano che godono, essendo frazioni del Consiglio regionale del Trentino-Alto Adige, di potestà legislativa. La loro normativa è di rango costituzionale, e prevede due assemblee di 35 membri eletti per 5 anni a suffragio universale con metodo Hare in Alto Adige, e con premio di maggioranza in Trentino. Il consiglio di Bolzano elegge la Giunta provinciale, mentre per quello di Trento è previsto solo un rapporto di fiducia nell'ambito di un sistema semipresidenziale.

## Organizzazione
- Presidente del Consiglio provinciale, ha autonomi poteri di direzione dei lavori e delle attività del consiglio, nonché di convocazione del medesimo. Solo nelle province riformate dalla legge Delrio, tale funzione è svolta dal Presidente della provincia.
- Commissioni consiliari, hanno funzioni consultive, o di controllo, di indagine o conoscitive.
- Gruppi consiliari, composti da consiglieri di uno stesso orientamento politico.
- Conferenza dei capigruppo, costituita dai rappresentanti dei vari gruppi consiliari. Ha lo scopo di coordinare e programmare i lavori del Consiglio.

## Funzioni
Il consiglio provinciale è l'organo di indirizzo e controllo, propone all'Assemblea dei sindaci lo statuto, approva regolamenti, piani, programmi e ogni altro atto ad esso sottoposto dal Presidente. Su proposta del Presidente, il Consiglio adotta gli schemi di bilancio da sottoporre al parere dell'Assemblea. Alcuni consiglieri provinciali possono ricevere deleghe particolari da parte del Presidente per coadiuvarlo nell'amministrazione dell'ente.
Le riunioni del Consiglio provinciale sono pubbliche.